# 波隆纳鲁瓦区
波隆纳鲁瓦区是斯里蘭卡北中省的一個區。面積3,403平方公里。2001年人口358,984人。首府波隆纳鲁瓦。